# FA Cup 1926/1927
Padesátý druhý ročník FA Cupu (anglického poháru) se konal od 4. září 1926 do 23. dubna 1927 za účastí již nově 121 klubů.
Trofej získal poprvé v klubové historii Cardiff City FC, který ve finále porazil Arsenal FC 1:0.